# Universidade Antioch
A Universidade Antioch é uma universidade privada com múltiplos campi nos Estados Unidos e programas online. Ela é a continuação do Faculdade Antioch [en], fundado em 1852. O primeiro presidente da Faculdade Antioch foi o político, abolicionista e reformador educacional Horace Mann. Em 1977, a rede de faculdades foi reincorporada como Universidade Antioch, refletindo sua expansão pelo país em diversos programas de pós-graduação. A universidade opera cinco campi localizados em quatro estados, além de uma divisão online e da Escola de Pós-Graduação em Liderança e Mudança. Todos os campi da universidade são acreditados regionalmente pela Higher Learning Commission [en].
Os cinco campi da universidade estão localizados em Yellow Springs, Los Angeles, Santa Bárbara, Keene e Seattle. A Universidade Antioch suspendeu as operações do Faculdade Antioch em 2008 e, posteriormente, vendeu o campus e uma licença para usar o nome "Faculdade Antioch" em 2009. Desde então, o colégio não possui nenhuma afiliação com a universidade.
A Universidade Antioch Midwest [en] também estava localizada em Yellow Springs e permanece parte da universidade, mas foi fechada em 2020. No entanto, a administração da universidade, a Universidade Antioch Online e a Escola de Pós-Graduação em Liderança e Mudança da Universidade Antioch continuam sediadas no local de Yellow Springs.

## História

### Século XIX
A Faculdade Antioch foi incorporado em Ohio em 1852 e credenciado pela Higher Learning Commission [en] em 1927. Em 1977, ela mudou seu nome para "Universidade Antioch", após expandir suas operações além do colégio e de Ohio, principalmente em programas de pós-graduação.
No início da década de 1850, Rebecca Pennell [en] ofereceu um curso sobre métodos de ensino, que foi o primeiro do tipo, e John Burns Weston, da turma de 1857, estabeleceu um precedente duradouro ao ser simultaneamente estudante e professor. Ele lecionou língua e literatura grega por 20 anos e permaneceu um estudante ao longo da vida.
O presidente da Faculdade Antioch, Arthur Morgan [en], lançou o programa único de trabalho e estudo da Antioch, incluindo governo estudantil e alterando a natureza do processo de admissão, que passou de exames para informações mais pessoais sobre os candidatos. Os exames finais foram classificados como "honras" ou "aprovado", e os estudantes reprovados podiam refazer o exame. Morgan permaneceu no Colégio Antioch até 1933, quando se tornou diretor da Tennessee Valley Authority.
O primeiro presidente da Faculdade Antioch foi Horace Mann, considerado por muitos historiadores como o pai da educação pública nos Estados Unidos.

### Século XX
A Faculdade Antioch iniciou um período de rápida expansão em 1964 com a aquisição da Escola de Educação Putney em Vermont. O campus evoluiu e mudou de localização várias vezes; agora é chamado de Universidade Antioch Nova Inglaterra e está localizado em Keene.
Até 1972, outros 23 campi e centros haviam sido abertos, e os estatutos do colégio foram revisados para definir a Antioch como uma rede, não mais apenas uma faculdade. Mesmo com o fechamento de alguns centros, novos continuaram a ser abertos; 38 centros foram inaugurados até o final de 1979, incluindo a Escola de Direito da Universidade Antioch em Washington, D.C..
Em 1977, o conselho de curadores da Faculdade Antioch votou pela mudança de seu nome corporativo para Universidade Antioch. A instituição continuou a operar a Faculdade Antioch como uma divisão da universidade, junto com os outros campi e centros. De 1978 a 1994, o presidente do campus da Faculdade Antioch também atuou como chanceler da Universidade Antioch.

### Século XXI
Em 2007, o conselho de curadores da Universidade Antioch anunciou que suspenderia as operações da Faculdade Antioch no ano seguinte, com a intenção de reabri-lo em quatro anos. Eles acreditavam que esses quatro anos dariam à universidade o tempo necessário para desenvolver e executar um plano de reconstrução da Faculdade Antioch, honrando seu legado e garantindo seu futuro.
Houve considerável controvérsia entre os membros do grupo de ex-alunos da Faculdade Antioch sobre a decisão de suspender as operações. Subsequentemente, um grupo de ex-alunos, liderado pelo Conselho de Ex-Alunos da Faculdade Antioch, manifestou interesse em comprar a faculdade da universidade e reabri-la como uma instituição independente. O grupo formou a Antioch College Continuation Corporation como veículo para negociar e possuir a faculdade. Após dois anos de negociações, as partes chegaram a um acordo de compra de ativos, assinado em uma cerimônia de encerramento em 4 de setembro de 2009. Na transação, a Antioch College Continuation Corporation adquiriu da universidade o campus do colégio em Yellow Springs, Ohio, juntamente com uma licença exclusiva para usar o nome comercial registrado "Faculdade Antioch". No entanto, a Universidade Antioch continua sendo proprietária do nome comercial e de qualquer outro uso da palavra "Antioch" na educação superior.
Em 2010, a faculdade foi sancionada pela  Associação Americana de Professores Universitários [en] por "violação dos padrões de governança".
Desde sua criação, igualdade racial e de gênero, estudo independente e pensamento crítico foram partes integrantes da Faculdade Antioch. Seis estudantes foram aceitos no primeiro trimestre: quatro homens e duas mulheres que compartilharam as mesmas salas de aula pela primeira vez nos EUA. A noção de igualdade de gênero também se estendia ao corpo docente. A Faculdade Antioch foi a primeira faculdade dos EUA a designar uma mulher como professora titular, e o corpo docente original incluía sete homens e duas mulheres. Em 1863, a faculdade instituiu a política de que nenhum candidato seria rejeitado com base na raça.

## Campi

### Universidade Antioch Los Angeles
A Universidade Antioch Los Angeles [en], também conhecida como AULA, foi fundada em 1972. A escola está localizada em Culver City, Califórnia, após ter se mudado de locais anteriores em West Hollywood, na avenida Rose em Venice, e na Fiji Way em Marina del Rey. A AULA tinha 924 estudantes em 2020, com a maioria sendo pós-bacharelado e pelo menos 40% dos estudantes de graduação matriculados em meio período.

### Universidade Antioch Santa Bárbara
A Universidade Antioch Santa Bárbara [en], também conhecida como AUSB, tinha 276 estudantes em 2020, com a maioria sendo pós-bacharelado e pelo menos 40% dos estudantes de graduação matriculados em meio período. Cerca de 99% têm menos de 25 anos, e cerca de 97% são residentes do estado.

### Universidade Antioch Seattle
Fundada em 1975 e localizada na 6ª Avenida em Seattle, posteriormente mudou-se para a agora extinta 3ª Avenida no centro de Seattle, a Universidade Antioch Seattle [en] tinha 735 estudantes em 2020, com a maioria sendo pós-bacharelado e pelo menos 40% dos estudantes de graduação matriculados em meio período.

### Universidade Antioch Nova Inglaterra
Embora fundada como Escola de Pós-Graduação Antioch Putney em 1964, a Universidade Antioch Nova Inglaterra [en] está localizada em seu campus atual em Keene, desde 1994. Havia 895 estudantes matriculados em 2020, e este campus é exclusivamente de pós-graduação. Todos os 11 programas de pós-graduação são oferecidos apenas no campus, sem opções online. 32% dos estudantes são de meio período.

### Universidade Antioch Online
Embora chamada de "campus" separado pela universidade, a escola é 100% online, sem necessidade de aprendizado presencial. A escola online tem mais de 100 estudantes e oferece programas de bacharelado e mestrado.

### Escola de Pós-Graduação em Liderança e Mudança da Universidade Antioch
Também considerada um campus separado pela universidade, a Escola de Pós-Graduação em Liderança e Mudança da Universidade Antioch (GSLC) foi oficialmente estabelecida em 2015, mas tem suas raízes no PhD em Liderança e Mudança oferecido desde 2002. A escola tem aproximadamente 168 estudantes ativos.

### Universidade Antioch Midwest

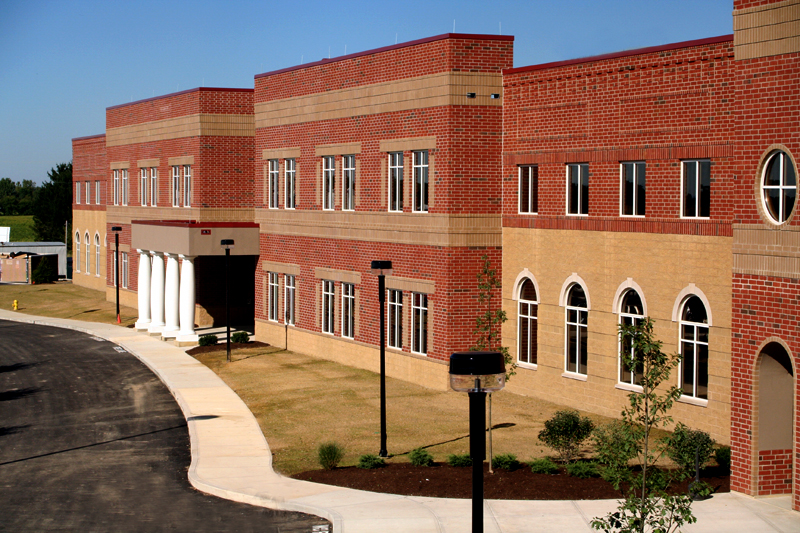
Universidade Antioch Midwest

A Universidade Antioch Midwest [en] (AUM) estava localizada em Yellow Springs. A Universidade Antioch Midwest era conhecida como Universidade Antioch McGregor e foi fundada em 1988 como a Escola de Aprendizado Adulto e Experiencial na Faculdade Antioch.
Yellow Springs foi o campus sede de muitos dos programas de baixa residência da universidade, que atraem estudantes de todo o país, incluindo seu PhD em Liderança e Mudança, seu EdD em Educação e Prática Profissional, e seu mestrado em Aconselhamento em Saúde Mental Clínica. As funções da AUM foram absorvidas pela AU Online, e seu prédio foi colocado à venda. No entanto, a administração da universidade, a AU Online e a Escola de Pós-Graduação em Liderança e Mudança da AU permaneceram sediadas em Yellow Springs, deixando cerca de 25 funcionários.